# Cyrtandra spathulata
Cyrtandra spathulata är en tvåhjärtbladig växtart som beskrevs av Harold St.John. Cyrtandra spathulata ingår i släktet Cyrtandra och familjen Gesneriaceae. Inga underarter finns listade i Catalogue of Life.